# Los defensores de Fort Moultrie
Los defensores de Fort Moultrie (en inglés, The Defenders of Fort Moultrie), también conocido comúnmente como el Monumento Jasper, es un monumento en Charleston, Carolina del Sur (Estados Unidos). Está ubicado en White Point Garden, representa al sargento William Jasper. Fue dedicado en 1877 a todos los milicianos de Carolina del Sur involucrados en la batalla de la isla de Sullivan durante la Guerra de Independencia de los Estados Unidos.

## Historia
La Batalla de la isla de Sullivan fue un combate de 1776 en la Guerra de Independencia de los Estados Unidos que tuvo lugar cerca de Charleston. Durante la contienda, el asta de la bandera que sostenía los colores del regimiento fue destruida por disparos enemigos, y el sargento William Jasper trepó a las murallas mientras estaba bajo fuego enemigo y volvió a izarla. Después de la lucha, que se saldó con victoria para el Ejército Continental, Jasper fue elogiado por sus acciones heroicas por sus dos superiores, incluido el presidente de Carolina del Sur, John Rutledge. La batalla en sí fue considerada un "Bunker Hill del Sur".
Para el centenario de la batalla, el 28 de junio de 1876, se instaló la gran base de granito del monumento, y el próximo año se agregó la estatua de bronce de Jasper. La Palmetto Guard, una compañía militar en Charleston, llevó a cabo las ceremonias de dedicación el 28 de junio de 1877, viajó primero a la cercana Middleton Place antes de regresar a la ciudad para el acto. El nombre del monumento, The Defenders of Fort Moultrie, es anacrónico, ya que el fuerte en el momento de la batalla se conocía como Fort Sullivan.

## Diseño
El monumento consiste en una escultura de bronce de Jasper sobre un pedestal de granito. La escultura representa al soldado continental con el brazo derecho extendido, apuntando hacia Fort Moultrie, con la bandera de Moultrie en la mano izquierda. Las placas de bronce están unidas al pedestal y muestran el Sello de Carolina del Sur, el sello de Charleston y una escena de batalla que muestra el rescate de la bandera por parte de Jasper. Se encuentran inscripciones adicionales en la base de granito, y la placa en el frente dice:

TO THE DEFENDERS OF FORT MOULTRIE JUNE THE 28TH, 1776

La base mide 4,6 m de altura y la estatua mide 2 m alto.